# Acalypha chamaedryfolia
Acalypha chamaedryfolia é uma espécie de flor do gênero Acalypha, pertencente à família Euphorbiaceae.